# 6275 Kiryu
6275 Kiryu eller 1993 VQ är en asteroid i huvudbältet som upptäcktes den 14 november 1993 av den japanska astronomen Takao Kobayashi vid Ōizumi-observatoriet. Den är uppkallad efter den japanska staden Kiryū.
Asteroiden har en diameter på ungefär 7 kilometer och den tillhör asteroidgruppen Koronis.